# Abdul Wadud
Abdul Wadud (nacido Ronald Earsall DeVaughn ; 30 de abril de 1947 - 10 de agosto de 2022) fue un violonchelista estadounidense conocido por su trabajo en escenarios de jazz y música clásica. El músico de jazz y compositor Tomeka Reid elogió "Camille" de Abdul Wadud en un artículo de 2020 en el New York Times sobre la música que se puede tocar para que los amigos se enamoren del violonchelo.
Su hijo es el cantante de R&B Raheem DeVaughn.
Wadud murió el 10 de agosto de 2022, a la edad de 75 años.

## Discografía

### Como líder
- 1977: By Myself  Bishara, 1978
- 1976: Live In New York (con Julius Hemphill) Red Records, 1978
- 1979: Straight Ahead/Free At Last (with Leroy Jenkins) Red
- 1984: I've Known Rivers (con James Newton & Anthony Davis)  Gramavision
- 1986: Black Swan Quartet (con Akbar Ali, Eileen Folson & Reggie Workman) Minor Music
- 1990: Trio^2 (con James Newton & Anthony Davis) Gramavision
- 1993: Oakland Duets (con Julius Hemphill) Music & Arts

### Como acompañante
- Black Unity Trio – Al-Fatihah (1971) Salaam
- Frank Lowe – Fresh (1974) Black Lion
- George Lewis – Shadowgraph 5 (1977) Black Saint
- Charles "Bobo" Shaw – The Streets of St. Louis (1977)
- Oliver Lake – Shine! (1978)
- Barry Altschul – Another Time/Another Place (1978) Muse
- Michael Franks – Tiger In The Rain (1979) Warner Brothers
- Muhal Richard Abrams – Rejoicing with the Light (Black Saint, 1983)
- David Murray – The People's Choice (1988) Columbia
- Marty Ehrlich Dark Woods Ensemble – Emergency Peace (1991) New World
- Juma Sultan's Aboriginal Music Society – Father of Origin (Eremite, 2011) recorded in 1970–1971

Con James Newton
- Paseo Del Mar (1978)
- Portraits (1982)
- Romance And Revolution (1986)

Con Julius Hemphill
- Dogon A.D. (Mbari, 1972)
- Coon Bid'ness (Mbari, 1975)
- Raw Materials and Residuals (Black Saint, 1977)
- Flat-Out Jump Suite (Black Saint, 1980)
- Live from the New Music Cafe (Music & Arts, 1991)
- The Boyé Multi-National Crusade for Harmony (New World, 2021)

Con Arthur Blythe
- Light Blue: Arthur Blythe Plays Thelonious Monk (1983) Columbia
- Illusions (1980) Columbia
- The Grip (1977) India Navigation
- Metamorphosis (1977) India Navigation

Con Anthony Davis
- Of Blues And Dreams (1978) Sackville
- Epistemes (1981)
- Undines (1986)